# كاسادي بوب
كاسادي بليك بوب (بالإنجليزية: Cassadee Blake Pope)‏ هي مغنية وكاتبة أغاني وموسيقية أمريكية ولدت في يوم 28 أغسطس 1989 في مدينة ويست بالم بيتش في فلوريدا في الولايات المتحدة، بدأت الغناء في قيادة فرقة هاي مونداي من سنة 2008 إلى سنة 2011، في سنة 2012 إشتركت في برنامج ذا فويس بنسخته الثالثة وفازت في البرنامج بالمركز الأول لتكون أول أنثى تفوز بالمسابقة، في ديسمبر 2012 طرحت أول ألبوم لها بعنوان فريم ماي فريم، وأصبح ضمن المراكز العشرة الأولى في مبيعات 2013، وكان قد إحتل المركز الأول في إسبوعه الأول، في سنة 2016 طرحت ألبوم قصير بعنوان سامر، في فبراير 2019 طرحت ثاني ألبوم لها بعنوان ستيجس.

## روابط خارجية
- كاسادي بوب على موقع IMDb (الإنجليزية)
- كاسادي بوب على موقع ميوزك برينز (الإنجليزية)
- كاسادي بوب على موقع رولينغ ستون (الإنجليزية)
- كاسادي بوب على موقع أول ميوزيك (الإنجليزية)
- كاسادي بوب على موقع ديسكوغز (الإنجليزية)